# Записки о гражданской войне
Записки о гражданской войне (лат. Commentarii de Bello Civili; кратко — Bellum Civile) — сочинение древнеримского политика и полководца Гая Юлия Цезаря о гражданской войне 49—45 годов до н. э., продолжение «Записок о Галльской войне». Предполагается, что «Записки» были написаны в 47 году до н. э. — между войнами в Александрии и Испании — и не были завершены. Следующие по времени действия сочинения — «Записки об Александрийской войне», «Записки об Африканской войне» и «Записки об Испанской войне» — приписываются Цезарю, но, вероятно, были написаны его сторонниками.

## Содержание
- Книга I. Начало 49 года до н. э. Сенат и Помпей попирают римские законы и традиции (1-6); Цезарь заручается поддержкой своих войск и переходит через Рубикон (7-8); продвижение Цезаря в Италии и его попытки заключить мирный договор, бегство многих сенаторов из Рима (9-15); осада Корфиния (16-23); Помпей начинает переправу из Брундизия в Диррахий (24-29); Котта и Катон бегут из Сардинии и Сицилии, вместо них в провинции входят легаты Цезаря (30-31); Цезарь в Риме (32-33); Цезарь направляется в Испанию через Массилию (34-36); рассказ о войне в Испании (37-55; 59-87) прерывается описанием морской битвы у Массилии (56-58).
- Книга II. Конец 49 года до н. э. Осада Массилии (1-16); отправка Варрона в Испанию (17-20); заочное назначение Цезаря диктатором (21); сдача Массилии (22); кампания Куриона в Африке и его гибель (23-44).
- Книга III. 48 год до н. э. Цезарь в Риме (1-2); описание сил Помпея в Греции (3-5); переправа Цезаря в Эпир (6-8); действия Октавия в Иллирике (9); Цезарь предлагает мирные переговоры (10-11); боевые действия в окрестностях Диррахия (12-72); Цезарь перебирается в Фессалию (73-81); битва при Фарсале (82-97); преследование Помпея (98-102); гибель Помпея (103—104); Цезарь из Азии перебирается в Александрию, начало Александрийской войны (105—112).

## Особенности
Избранный Цезарем для названия работы латинский термин commentarii обозначал «заметки» либо «записки для памяти» и в языковой практике I века до н. э. относился к мемуарной, а не к собственно исторической литературе. Как правило, этим термином обозначали необработанные дневниковые заметки (в частности, не дошедшие до наших дней мемуары Луция Корнелия Суллы и записки Марка Туллия Цицерона о своём консульстве), которые обычно ложились в основу другого, цельного и обработанного произведения. Тем не менее, «Записки» Цезаря подчинены единому художественному замыслу и имеют немало черт, свидетельствующих об их стилистической отделке (впрочем, ещё Цицерон упоминает о художественной обработке своих «Записок»). Возможно, весьма скромный выбор термина commentarii в качестве названия не случаен и был призван подчеркнуть невозможность доведения работы до завершения из-за нехватки времени.
Целью «Записок» была попытка доказать справедливый характер гражданской войны для Цезаря путём переноса ответственности за её начало на Гнея Помпея Великого и сенаторов. Эта мысль — апология Цезаря — является ключевой в I книге сочинения, но в книгах II и III Цезарь становится заметно объективнее. Как отмечает М. Альбрехт, «во вводных главах к „Гражданской войне“ рассказ и аргументацию невозможно отделить друг от друга». Схожую роль играет первая книга «Записок о Галльской войне», где обосновывается справедливость и даже вынужденность походов Цезаря вопреки нападкам его политических оппонентов. Впрочем, В. С. Дуров полагает, что своим сочинением Цезарь надеялся противопоставить своим оппонентам нечто большее, чем простое возражение — обычные в таких случаях пропагандистские памфлеты были значительно меньшими по объёму. Вероятно, Цезарь надеялся придать своей точке зрения больше убедительности благодаря обширному фактическому материалу. Отмечается и направленность «Записок» не столько на современников, сколько на потомков.
Сочинение Цезаря имело аналоги в более ранней греческой литературе, где существовал отдельный жанр (др.-греч. ὑπομνήματα — hupomnēmata) для записок правителей и полководцев. В наибольшей степени «Записки» Цезаря похожи на сочинения Ксенофонта (в частности, на «Анабасис»): изложение ведётся от третьего лица (например, «Узнав об этом, Цезарь произносит речь перед военной сходкой. В ней он упоминает о преследованиях, которым он всегда подвергался со стороны врагов»), отсутствует предисловие, а стиль лаконичен и прост, но при этом продуман и изыскан.
Встречаются у Цезаря и строго дозированные элементы популярной в то время в Греции трагической (или перипатетической) историографии. Так, некоторые собственные неудачи полководец выводит из вмешательства Фортуны. Напротив, собственные успехи Цезарь объясняет собственным расчётом, стараясь не произвести впечатление случайности при победе. Упоминая о собственных соображениях при описании военной обстановки, Цезарь стремится создать у читателя образ осмотрительного полководца. Периодически Гай вводит в повествование речи главных героев, типичные для античной историографии, но почти не используемые в жанре «записок» (в них прямая речь заменяется пересказом и косвенной речью). Как правило, прямая речь используется в наиболее драматичные моменты повествования: кампания Куриона в Африке, осада Диррахия, битва при Фарсале. В изображении Цезаря слова Помпея и его сторонников указывают на их неискренность и слепой фанатизм. Косвенная речь, впрочем, используется ничуть не реже. Как замечает М. Альбрехт, и в «Записках о Гражданской войне», и в «Записках о Галльской войне» удельный вес прямой речи растёт от книги к книге, что свидетельствует не об эволюции стиля Цезаря, а об активном использовании в кульминационных моментах произведений большего числа психологических элементов из арсенала античной историографии.
Достоверность сведений Цезаря в «Записках» ставили под сомнение ещё античные авторы (в частности, Гай Азиний Поллион). Впрочем, открытым искажением фактов диктатор не занимался; вместо этого он использовал литературные и риторические приёмы для выставления своей деятельности в наилучшем свете. В частности, Гай тщательно продумывает подачу материала, использует иносказательные слова и выражения в неудобных для себя ситуациях, умалчивает о некоторых деталях, известных по другим источникам, а также незначительно меняет хронологию в свою пользу. Так, Цезарь ни словом не упоминает о переходе через Рубикон, изображая вступление легионов в Аримин как обычную передислокацию войск, хотя это был переход через границу Италии, начавший гражданскую войну.
Наряду с описанием событий от третьего лица и отсутствием вступления, важнейшая характеристика стиля «Записок» — сухость и простота.